# Dario Cebić
Dario Cebić (Dugo Selo, 1979.), hrvatski je akademik, skladatelj, muzikolog, dirigent, glazbeni pedagog, doktor kompozicije i doktor glazbenih znanosti.

## Obrazovanje
Osnovnu i srednju glazbenu školu pohađao je u Zagrebu, gdje je učio svirati glasovir i violinu. Nakon toga studirao je skladanje, dirigiranje, glazbenu pedagogiju, glazbenu kulturu, glazbene znanosti, muzikologiju i glazbenu teoriju. Iz svih područja je u razdoblju od 2005. do 2010. primio doktorate ili diplome. Na Glazbenom sveučilištu u Grazu 2012. doktorirao je glazbene znanosti, nakon čega je u Beču upisao poslijediplomski studij kompozicije u klasi profesora Michaela Obsta. Doktorski studij iz kompozicije završio je u Italiji 2018. godine, s najvećom ocjenom. Glazbene znanosti, analize i tehniku suvremene kompozicije usavršavao je na Visokoj glazbenoj školi Hannsa Eislera u Berlinu. Na Hochschule fuer Musik u Frankfurtu usavršavao je moderne tehnike kompozicije. Kasnije je doktorirao kompoziciju.
Specijalizaciju iz glazbenih znanosti završio je na Sveučilištu u Freiburgu. Nastupao je na više od 200 glazbenih festivala u više od 30 država svijeta. Skladao je 14 simfonija te više koncerata za klavir i orkestar. Njegov opus prelazi 1000 skladbi. Njegove skladbe izdane su na 50-ak CD-a, a autor je 3 znanstvene knjige ("Povijest i razvoj tamburaške glazbe u Hrvatskoj i Austriji" te knjige "Komposition des 21. Jahrhunderts" I i II) i preko 50 znanstvenih članaka i analiza.
Član je sljedećih znanstvenih organizacija: "European Academy of Sciences and Arts", "Steirische Tonkuenstlerbund" (član vijeća), "Austrijskog društva skladatelja", "Hrvatskog muzikološkog društva" i "International society od contemporary music".
Od 2022. godine redoviti je član Europske akademije znanosti i umjetnosti (European Academy of Sciences and Arts).
Profesor je kompozicije na Bečkom "Richard Wagner Konservatorium".

## Najznačajnije nagrade i priznanja
- 1. mjesto na Međunarodnom natjecanju u Tokyu/Japan, 2025.
- 1. mjesto na Međunarodnom natjecanju u Pragu, 2025.
- 1. mjesto na Međunarodnom natjecanju New Yorku, 2025.
- 1. mjesto na Međunarodnom natjecanju u Tokyu/Japan, 2024.[4]
- 1. mjesto na Međunarodnom natjecanju u Lisabonu/Portugal, 2023[5]
- 1. mjesto na Međunarodnom natjecanju u Londonu
- 1. mjesto na Međunarodnom natjecanju u Berlinu, 2022.
- 1. mjesto na Međunarodnom natjecanju u Parizu
- 1. mjesto na Međunarodnom natjecanju u Beču, 2012. i 2020. godine
- 1. mjesto na Međunarodnim natjecanjima u Miamiju (USA) i u Sidneyu (Australija)
- 1. mjesto na Međunarodnom natjecanju u Kopenhagenu
- 1. mjesto na Međunarodnom natjecanju u Dresdenu/Njemačka
- Zagrebački gradonačelnik Milan Bandić uručio mu je 2010. Nagradu Grada Zagreba za doprinos razvoju i promicanju glazbenih vrijednosti i umjetnosti.
- Odlikovanje Republike Hrvatske, "Red hrvatskog pletera" za umjetnost, pedagoški rad i kompoziciju.[6]
- Osvojeno 1. mjesto na međunarodnom natjecanju u Barceloni/Španjolska.
- Dobitnik je specijalne nagrade na Expo Beijing u Kini, (2019.)
- Osvojeno 1. mjesto na međunarodnom natjecanju u Pragu.
- 1. mjesto na Međunarodnom natjecanju u Buenos Airesu
- 1. mjesto na Međunarodnom natjecanju u Rio de Janeiru
- 1. mjesto na natjecanju u Sydneyu
- Osvojeno 1. mjesto na međunarodnom natjecanju u Tbilisiju (Gruzija).
- Osvojena 1. nagrada na međunarodnim natjecanjima iz kompozicije u New Yorku i Beču.
- Osvojeno 1. mjesto na međunarodnom natjecanju iz kompozicije u Barletti
- Osvojeno 2. mjesto na međunarodnom natjecanju u Stresi
- Dobitnik je poticaja za Hrvatsko glazbeno stvaralaštvo Ministarstva kulture
- Nagrada Hrvatskog tamburaškog saveza u Osijeku.
- Dobitnik je nagrade Europske i Svjetske folklorne asocijacije 2020 (UNESCO) kao skladatelj i solist na tamburi.[7]
- Osvojena 1 nagrada na Međunarodnom natjecanju skladatelja u Beču 2012.
- Osvojena 1. nagrada na natjecanju u Volosu 2013. i 2014.[1]
- Najvišu nagrada na Međunarodnom natjecanju u skladanju "InterArtia" (2014. i 2015.)
- Nagrada Zagrebačke županije za promicanje Zagrebačke županije u svijetu (2014.)[3]
- Dobitnik je poticaja Ministarstva znanosti, obrazovanja i športa te Ministarstva kulture za 2013. godinu
- Dobitnik posebnog priznanja Hrvatskog društva glazbenih i plesnih pedagoga.
- Dobitnik nagrade "Glazbenik godine 2014." Međunarodne umjetničke akademije u New Yorku.[2]
- Na Međunarodnom skladateljskom natjecanju u Bariju i Natjecanju "Giuseppe Raciti" osvaja najviše nagrade publike i glazbenog žirija.[1]
- Osvojena 2. nagrada na European Music Competition (2017. i 2019.)

## Objavljene knjige
- "Kompositionen des 21. Jahrhunderts"
- "Kompositionen des 21. Jahrhunderts – neue Aspekte, Klänge und Stile durch

den Einsatz von südslawischen Volksinstrumenten in der zeitgenössischen Musik"
- "Die Entwicklung des Tamburizzaspiels in Kroatien und Österreich"